# Fatima bint Mahomed
Fatima bint Mahomed (arabă فاطمة بنت محمد‎ , transliterat: Fat'ma bint Muḥammad), alias Fātemeh-az-Zahrāʾ (arabă الزهراء) Fatima Splendida, Doamna Nisa el Alamin (arabă سيدة نساء العالمين Saiyidat Nisā al-ʿĀlamīn), n. cca. 605 sau 615 – d. 633) a fost a patra și cea mai mică fiică a profetului Mahomed și a Cadiei, soția lui ʿAli ibn Abi Talib și mama lui Hasan ibn Ali și a lui Ḥusein ibn Ali.
Declarată de Mahomed „regina femeilor din Paradis”, Fatima este unul dintre personajele feminine cele mai venerate ale religiei musulmane.